# Albatroz-de-tristão
Albatroz-de-tristão-da-cunha ou albatroz-da-tristão-da-cunha ou albatroz-de-gough (Diomedea dabbenena) é uma ave procelariforme pertencente à família Diomedeidae (albatrozes).
Por relação ao albatroz-errante, esta ave diferencia-se pelas menores medidas de asa, tarso e do bico e pela ausência de estágios de plumagem tão claros. O cúlmen apresenta variação entre 144 a 158 mm nos machos e de 138 a 150 mm nas fêmeas. O albatroz-de-tristão mantém uma faixa peitoral colorida, mesmo quando as costas da ave já adquiriram cor branca e os juvenis deixam o ninho com uma plumagem mais clara e acinzentada. A idade reprodutiva se inicia geralmente entre 8 e 9 anos de idade, sendo que alguns chegam a nidificar com 6 anos. As fêmeas mantêm-se reprodutivamente activas a vida toda, que pode chegar aos 22 anos. Estes albatrozes alimentam-se em mar alto, principalmente de lulas do género Histiotheutidae.
Apesar de possuir o nome de albatroz-de-tristão, essas aves estão extintas na ilha de Tristão da Cunha desde o início do século XX em virtude da exploração de ovos e filhotes para a alimentação dos habitantes locais. Em um censo feito na ilha de Gonçalo Álvares em 1999-2000 foram encontrados 1.129 filhotes, o que equivale a 1.500 casais de pais e sugere uma população global de 9.000 indivíduos. Esta espécie é considerada estável.